# برج الأسد
برج الأسد (♌︎) هو خامس برج من الأبراج الإثني عشر من دائرة البروج أي قوس من دائرة مسار الشمس. برج من الجهة الشمالية للسماء. تمر الشمس من برج الأسد من 22 يوليو إلى 22 أغسطس. تكون الشمس في أول هذا البرج عند أواسط الصیف. في الماضي البعید کانت كوكبة الأسد في هذا البرج ویسمی الأسد، والیوم غالبا کوکبة فلکیة السرطان فیها نتيجة تقدم محور الأرض.

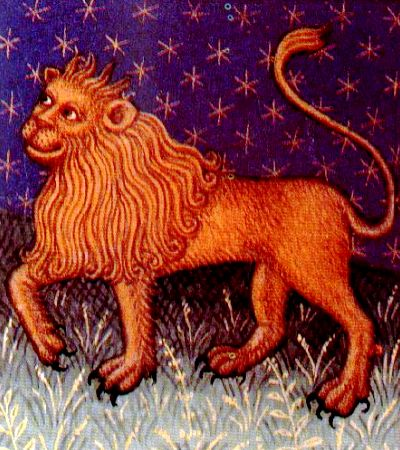